# 硬毛冬青
硬毛冬青（学名：Ilex hirsuta）为冬青科冬青属的植物，为中国的特有植物。分布于中国大陆的湖北、江西、湖南等地，生长于海拔600米至2,000米的地区，多生于常绿阔叶林中，目前已由人工引种栽培。

## 异名
- Ilex dasyphylla Merr. var. lichuanensis S. Y. Hu